# Grand Tardivole
Emberizoides herbicola
Espèce
Statut de conservation UICN

 LC  : Préoccupation mineure
Répartition géographique
Le Grand Tardivole (Emberizoides herbicola) est une espèce de passereau appartenant à la famille des Thraupidae.

## Répartition et sous-espèces
- E. h. lucaris Bangs, 1908 – sud-ouest du Costa Rica ;
- E. h. hypocondriaque Hellmayr, 1906 – centre-ouest du Panama ;
- E. h. apurensis Gilliard, 1940 – est de la Colombie et ouest du Venezuela ;
- E. h. sphenurus (Vieillot, 1818) – de la Colombie au Pará, nord du Pérou ;
- E. h. herbicola (Vieillot, 1817) – de la Bolivie à l'Uruguay et l'est du Brésil.